# Oreochromis alcalicus
Oreochromis alcalicus ( anteriormente Alcolapia alcalica)es un pez de la familia Cichlidae, considerado en peligro de extinción.

## Hábitat
Es una especie endémica de los lagos hipersalinos, cálidos como el Lago Natron, su cuenca de drenaje y los pantanos Shombole, en Tanzania y Kenia. Nada en manantiales y en arroyos alimentados por otros manantiales, pero rara vez se observa en el agua abierta del lago o las lagunas. Habita en aguas ricas en sodio y cloruros, en rangos de temperatura entre 16-40 °C.

## Alimentación
Se alimentan de algas de las piedras y también de bacterias e insectos de la superficie del agua. Los juveniles son carnívoros que se alimentan de invertebrados, huevos y larvas.